# Anastasio Somoza Portocarrero
Anastasio Somoza Portocarrero (* 18. Dezember 1951 in Miami) war während der Diktatur des Somoza-Clans bis 1979 ein hochrangiger Offizier der Nationalgarde Nicaraguas.
Somoza Portocarrero ist der älteste Sohn von Anastasio Somoza Debayle und Hope Portocarrero. Er besuchte wie sein Vater die private Highschool La Salle Academy in New York City, studierte an der Harvard-University und wurde militärisch in Großbritannien ausgebildet. In Nicaragua erhielt er den Spitznamen „El Chigüín“ („Jungchen“).
Unter der Herrschaft seines Vaters bekam er einen hohen Posten bei der Nationalgarde. Ihm wird zur Last gelegt, dass auf seine Initiative hin der oppositionelle Verleger Pedro Joaquín Chamorro ermordet wurde. Im immer heftiger werdenden Bürgerkrieg gegen die Sandinisten setzte er auf Befehl seines Vaters Artillerie und Luftwaffe ein, um in die Hände der Sandinisten gefallene Städte zu zerstören. Diese Angriffe kosteten 30.000 bis 50.000 Menschen das Leben.
Mit dem Sturz seines Vaters musste auch er emigrieren. Er hielt sich im Exil in den USA und Guatemala auf und ist seit der Ermordung seines Vaters das Oberhaupt der Somoza-Familie, die bis heute versucht, ihr enteignetes Vermögen wieder in Besitz zu nehmen.
Im Jahr 2000 gab es Bestrebungen seitens einiger politischer Kräfte, ihn wieder ins Land zurückkehren und für das Präsidentenamt kandidieren zu lassen. Somoza lehnte das ab, da er befürchtete, dass sein Erscheinen die Gewalt wieder aufkeimen lassen würde, da einige Gruppen, vor allem die Sandinisten, mit bewaffnetem Protest gedroht hatten.
Mit der inzwischen von ihm geschiedenen Marisa Celasco Oberholzer hat Somoza zwei Söhne und eine Tochter.